# Zygosepalum labiosum
Zygosepalum labiosum är en orkidéart som först beskrevs av Louis Claude Marie Richard, och fick sitt nu gällande namn av Charles Schweinfurth. Zygosepalum labiosum ingår i släktet Zygosepalum och familjen orkidéer. Inga underarter finns listade i Catalogue of Life.

## Bildgalleri

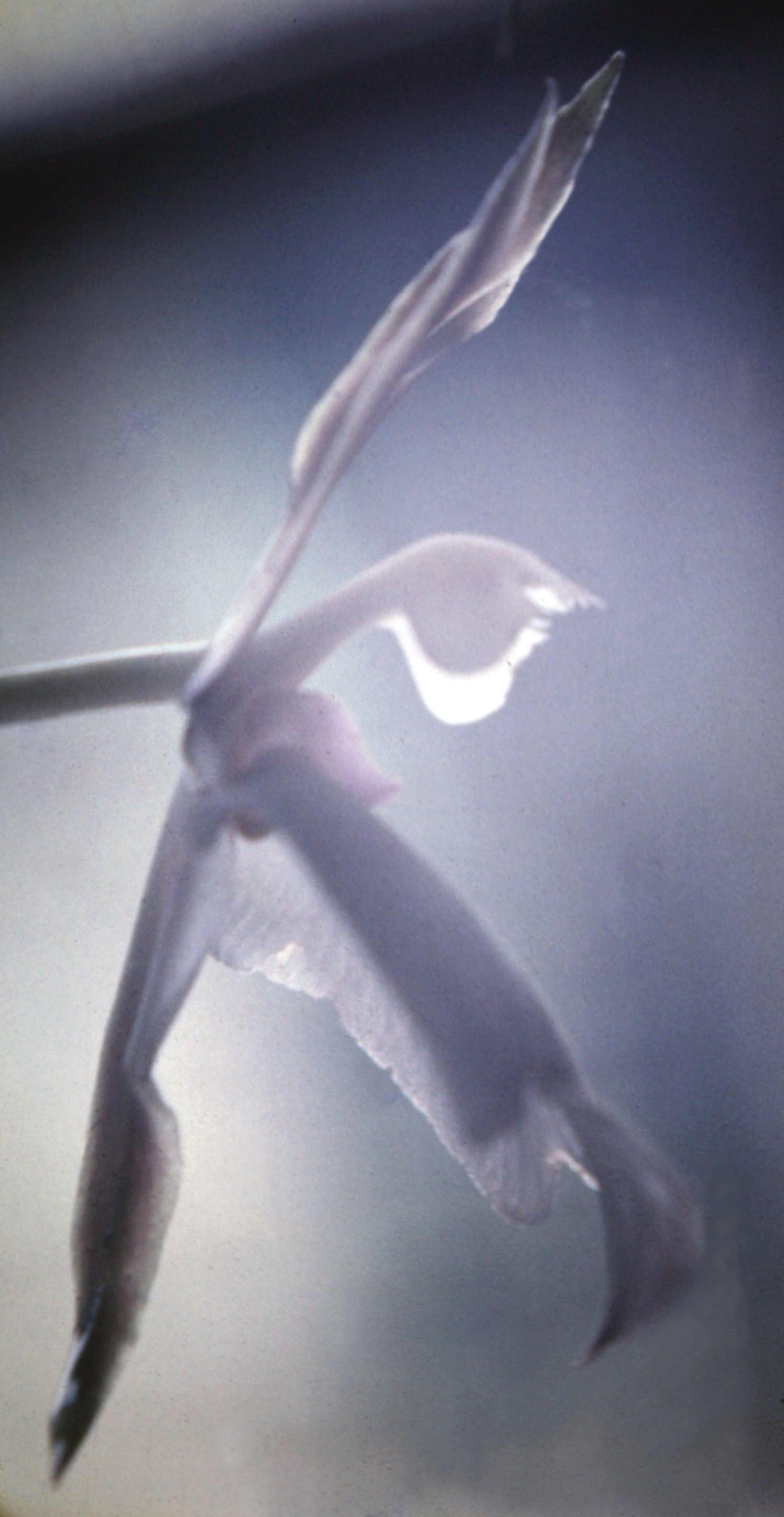
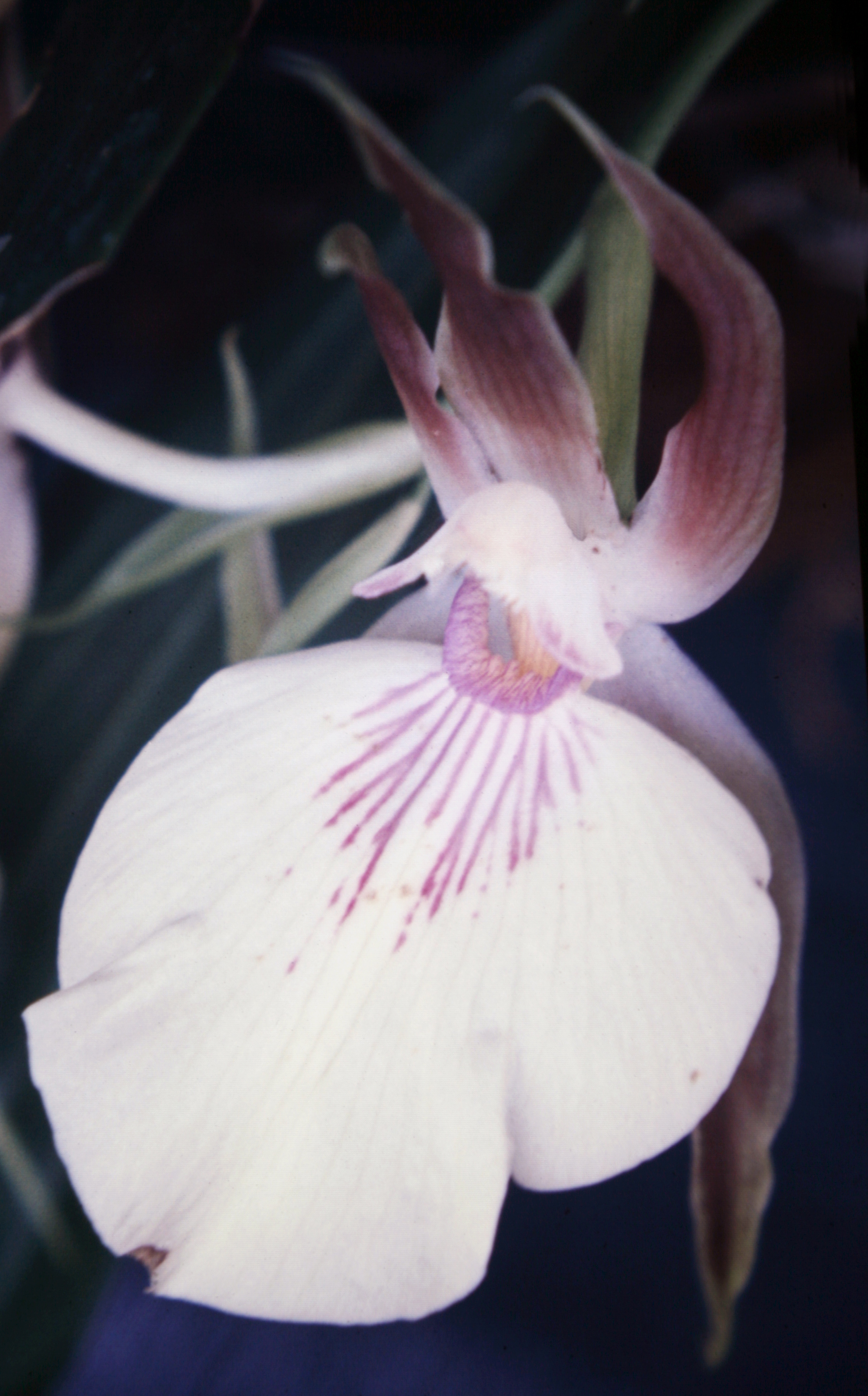
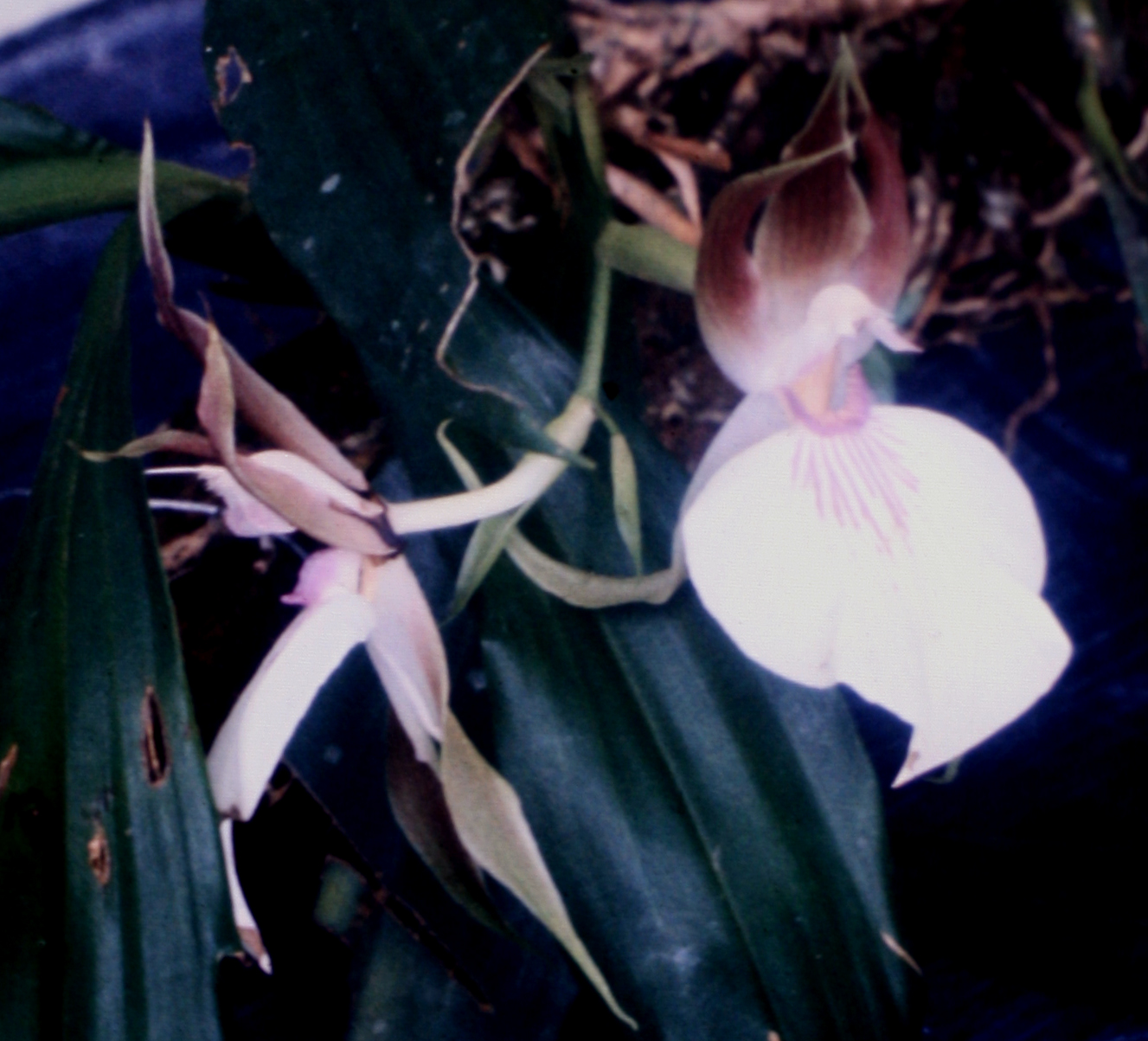
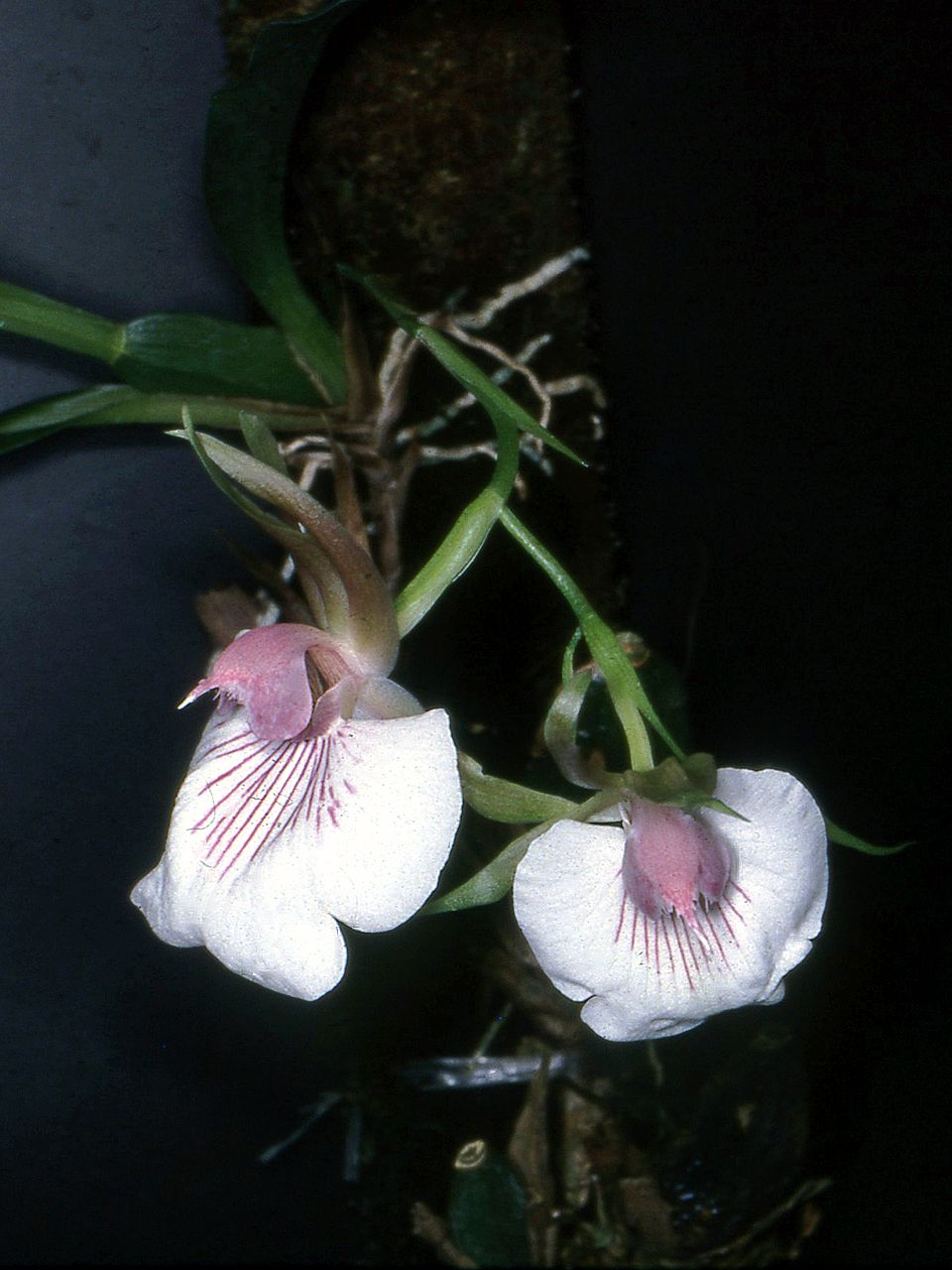